# Institut National de Recherche en Informatique et en Automatique
El Institut National de Recherche en Informatique et en Automatique o INRIA (traducido literalmente del francés como Instituto Nacional de Investigación en Informática y Automática) es un centro de investigación francés especializado en Ciencias de la Computación, teoría de control y matemáticas aplicadas. Creado en 1967 en Rocquencourt cerca de Versalles, el INRIA es un establecimiento público de investigación en ciencia y tecnología bajo la supervisión de los ministerios franceses de Investigación y de Economía, Finanzas e Industria.

## Investigación en Computación
En el INRIA se realiza investigación tanto teórica como práctica en computación. Ha producido muchas aplicaciones ampliamente utilizadas, particularmente se diseñó allí el lenguaje Caml y sus sucesores Caml Light y OCaml, que son todos lenguajes de la familia de lenguajes ML. También se desarrolló en este centro Bigloo, una implementación de Scheme y Scilab, una aplicación numérica similar a Matlab o el Lenguaje de Transformación de modelos ATL.

## Organización
El INRIA tiene ocho unidades de investigación:
- Inria Bordeaux-Sud-Ouest http://www.inria.fr/en/centre/bordeaux
- Inria Grenoble-Rhône-Alpes http://www.inria.fr/en/centre/grenoble
- Inria Lille-Nord Europe http://www.inria.fr/en/centre/lille
- Inria Nancy-Grand-Est http://www.inria.fr/en/centre/nancy
- Inria Paris-Rocquencourt http://www.inria.fr/en/centre/paris-rocquencourt
- Inria Rennes-Bretagne Atlantique http://www.inria.fr/en/centre/rennes
- Inria Saclay-Île-de-France http://www.inria.fr/en/centre/saclay
- Inria Sophia Antipolis-Méditerranée http://www.inria.fr/en/centre/sophia

El INRIA también contribuye con equipos de investigación académica y postgrados en Universidades y en otros centros de investigación pública en Francia.
Cuando en 1995, el CERN, lugar de nacimiento de HTML y del concepto de la Telaraña mundial, decidió no continuar con sus líneas de investigación en computación, el INRIA lo remplazó como principal miembro europeo del consorcio W3C.